# عبد العزيز العسكر
عبد العزيز سالم العسكر لاعب كرة قدم قطري، ولد في (29 مارس 1992) . 
لعب سابقاً في نادي معيذر ونادي مسيمير ونادي السيلية ونادي الوكرة ونادي الوعب.